# Aldo Parisot
Aldo Parisot, alla nascita Aldo Simoes Parisot, (Natal, 30 settembre 1918 – Guilford, 29 dicembre 2018), è stato un violoncellista e docente brasiliano naturalizzato statunitense.
È stato per la prima volta membro della facoltà della Juilliard School e poi ha lavorato come professore di musica alla Yale School of Music per sessant'anni (dal 1958 al luglio 2018).

## Biografia

### Primi anni e formazione musicale
Nato a Natal, in Brasile, Parisot iniziò a studiare violoncello all'età di sette anni con il suo patrigno, Tomazzo Babini. Da Babin imparò l'importanza di suonare senza inutili tensioni, qualcosa che lui attribuisce come fondamento per il resto della sua carriera. All'età di 12 anni fece il suo debutto professionale come violoncellista. Da lì passò a diventare il principale violoncellista dell'Orchestra Sinfonica Brasiliana di Rio de Janeiro. Durante uno dei concerti, era presente l'addetto all'ambasciata americana, Carleton Sprague Smith. Dopo aver assistito all'esecuzione di Parisot del Doppio Concerto di Brahms con il violinista Ricardo Odnoposoff, andò nel backstage e invitò Parisot a partecipare a una festa organizzata per Yehudi Menuhin. Alla festa Smith disse a Parisot che avrebbe fatto in modo che Parisot studiasse al Curtis Institute of Music con Emanuel Feuermann. Tuttavia Feuermann morì inaspettatamente il 25 maggio 1942, tre mesi prima dell'arrivo previsto di Parisot negli Stati Uniti.
Qualche tempo dopo Smith avvicinò di nuovo Parisot, questa volta con l'offerta di proseguire gli studi di teoria musicale e musica da camera alla Yale University con una borsa di studio. La sistemazione doveva essere fatta in modo che Parisot potesse evitare di prendere lezioni, dato che Feuermann era l'unico con cui Parisot era interessato a studiare. Parisot accettò ed iniziò a Yale nel 1946. Il professore di teoria di Parisot a Yale era Paul Hindemith, con cui Parisot divenne amico intimo. Tuttavia, dopo una discussione riguardante una prova mancata, i due si misero a litigare: Parisot esclamò a Hindemith Tu e la tua orchestra potete andare all'inferno!. Un rappresentante del sindacato studentesco lo andò a trovare e lo avvertì che poteva essere espulso. Hindemith e Parisot poco dopo risolsero il malinteso.

### Carriera da solista
All'età di 26 anni, durante l'inizio dei suoi studi a Yale, fece il suo debutto negli Stati Uniti con la Boston Symphony Orchestra al Tanglewood Music Festival. Intraprese la sua prima tournée europea l'anno successivo. In seguito conseguì una laurea presso la Yale School of Music e stette in tournée negli Stati Uniti, in Canada e in Sud America. Secondo Margaret Campbell, nel suo libro The Great Cellists, Parisot era un brillante solista, musicista da camera e insegnante che basò le sue idee sul modo di suonare di Emanuel Feuermann.
Negli anni '50 Parisot apparve in numerosi concerti da solista e suonò da solista in molti concerti con orchestre. Durante questo periodo eseguì anche in anteprima opere di compositori come Heitor Villa-Lobos, Mozart Camargo Guarnieri, José de Lima Siqueira, Quincy Porter, Mel Powell, Cláudio Santoro, Donald Martino e altre opere che sono state scritte e dedicate a lui. È stato riconosciuto per la sua musicalità, temperamento e virtuosismo oltre che per le sue capacità di insegnamento.
Parisot tenne le prime esecuzioni di compositori come Carmago Guarnieri, Quincy Porter, Alvin Etler, Claudio Santoro, Joan Panetti, Ezra Laderman, Yehudi Wyner e Heitor Villa-Lobos che cercano sempre di ampliare il repertorio per violoncello. Villa-Lobos compose il suo Concerto per violoncello n. 2 per Parisot e gli dedicò il concerto. Parisot diede la prima esecuzione al suo debutto con la New York Philharmonic. Orchestre come Amsterdam, Berlino, Chicago, Londra, Los Angeles, Monaco, Parigi, Pittsburgh, Rio de Janeiro, Stoccolma, Vienna e Varsavia, hanno suonato con lui con prestigiosi direttori come Leopold Stokowski, John Barbirolli, Pierre-Michel Le Conte, Leonard Bernstein, Eleazar de Carvalho, Zubin Mehta, Claude Monteux, Paul Paray, Victor de Sabata, Wolfgang Sawallisch, Hindemith e Heitor Villa-Lobos. In questo periodo fu anche il violoncellista con lo Yale Quartet, con Broadus Erle, Syoko Aki e Walter Trampler.
Dal 1956 al 1996, Parisot ha posseduto lo Stradivari De Munck.
L'esecuzione di Parisot a Tanglewood della Parisonatina al'Dodecafonia di Donald Martino, per violoncello solo, un pezzo scritto per Parisot, ricevette molte recensioni favorevoli, tra cui Harold Schonberg del The New York Times e The Boston Globe.

### Docenza

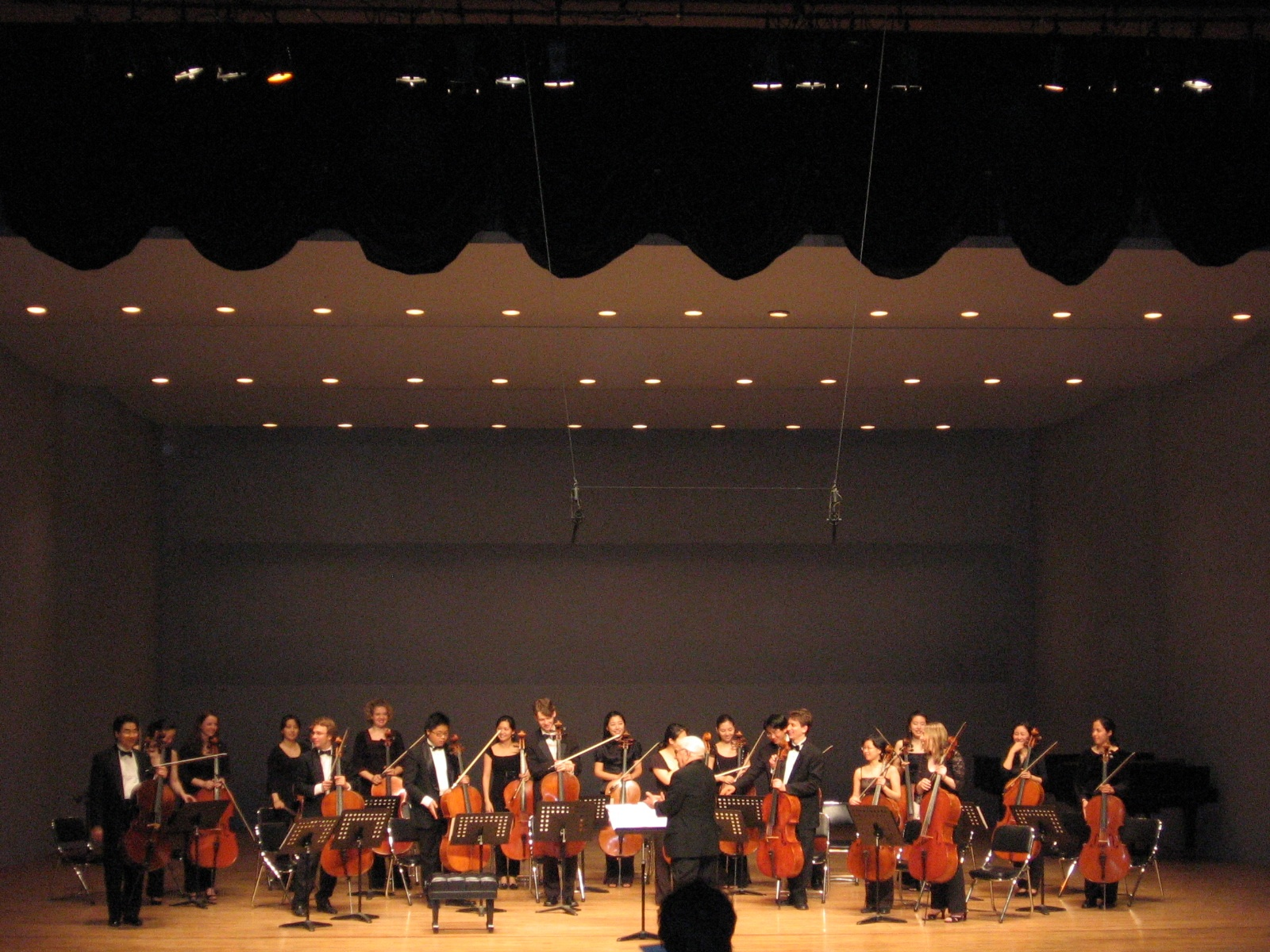
Gli Yale Cellos, Sud Corea, 2005

Parisot era famoso per il suo insegnamento, avendo ricoperto incarichi al Peabody Conservatory, al Mannes College of Music, alla Juilliard School e al New England Conservatory oltre alla sua posizione a Yale, che assunse nel 1958. Nel corso degli anni i suoi studenti hanno fatto carriera come importanti artisti di concerti, insegnanti e musicisti nelle principali orchestre sinfoniche. Tra alcuni dei suoi ex allievi più noti figurano Jesús Castro-Balbi, Shauna Rolston, Bion Tsang, Ralph Kirshbaum, Han-na Chang, Robert deMaine, Johann Sebastian Paetsch, Jian Wang. Secondo Kirshbaum: Parisot aveva una tecnica di mano sinistra virtuosa ed era un grande maestro, inoltre ha promosso l'uso della mia immaginazione musicale in senso tecnico.
Oltre a mantenere uno studio privato, Parisot ha diretto gli Yale Cellos dal 1983. Formato come un gruppo dai suoi studenti dell'epoca, il gruppo da allora ha pubblicato numerosi CD, uno dei quali ha ricevuto una nomination ai Grammy Award. Parisot si è ritirato ufficialmente da Yale nel luglio 2018, essendo stato il membro più longevo della facoltà della Yale School of Music e anche il membro più anziano della facoltà della Yale University.
Parisot ha regolarmente tenuto master class presso il Banff Centre dal 1980 al 2007, oltre al suo insegnamento regolare presso la Yale Summer School di Norfolk e in molti altri festival estivi. Nel 1984 Parisot tenne un mese di master class in Cina, dove fece audizioni ai potenziali studenti, e l'anno seguente fu invitato a tornare. A partire dal 1987 ha tenuto corsi di perfezionamento ed esecuzione al Jerusalem Music Center in Israele. Ha anche insegnato al Great Mountains Music Festival e School presso il resort di Yongpyong. Ha tenuto corsi di perfezionamento presso l'Accademia Sibelius nel novembre 1991. A Seul Parisot ha offerto corsi di master class presso la Chung-Ang University a partire da maggio 1994. Ha anche tenuto corsi di perfezionamento al Manchester International Cello Festival e ha diretto un grande gruppo di violoncelli. Nel gennaio del 2000 è stato in tournée a Taiwan esibendosi con il personale docente per aiutare le vittime del terremoto.
Alan Rich del New York Magazine ha commentato queste master class:

### Membro di giuria nei concorsi
Parisot è stato membro di giurie di distinti concorsi internazionali, tra cui quelli a Monaco di Baviera, Firenze, Cile, Brasile, Evian e Parigi (Concorso Rostropovich), oltre a vari altri in tutti gli Stati Uniti e in Canada. Nel novembre del 1991 si recò a Helsinki, in Finlandia, per partecipare come membro della giuria al primo Concorso Internazionale di violoncello di Paulo. Ritorna regolarmente a Morelia come giudice al Concorso internazionale di violoncello Carlos Prieto.
Nell'agosto del 2007 ha presieduto la giuria al Primo Concorso Internazionale Aldo Parisot a Yongpyong, in Corea del Sud. Nel dicembre 2008 è stato membro della giuria del Primo Concorso Internazionale di violoncello Krzysztof Penderecki in Polonia.

### Dipinti
Parisot è stato anche un pittore e ha esposto i suoi lavori nelle gallerie di Boston (New York), New Haven e Palm Beach e in tournée in Polonia. Donò tutti i proventi delle vendite dei suoi dipinti al Fondo di borse di studio Aldo Parisot (recentemente ribattezzato Fondo per l'arricchimento del violoncello).

### Vita privata
Parisot è stato sposato due volte. Il suo primo matrimonio, con l'ex Ellen Lewis, produsse tre figli, uno dei quali è il regista Aldo L. Dean Parisot. Il suo secondo matrimonio, con la pianista Elizabeth Sawyer Parisot, durò 52 anni, fino alla sua morte. Parisot morì nella sua casa di Guilford, nel Connecticut, il 29 dicembre 2018, all'età di 100 anni.

## Premi e riconoscimenti
Parisot ha ricevuto numerosi premi e riconoscimenti nel corso degli anni, tra cui medaglie d'oro e la cittadinanza onoraria dal Libano e dal Brasile.
- Nel 1980 Parisot è stato premiato con l'Eva Janzer Chevalier du Violoncelle dall'Università dell'Indiana[20]
- Nel settembre 1982 ha ricevuto la medaglia per la pace delle Nazioni Unite dopo la sua esibizione alle cerimonie dello Staff Day
- Nel 1983 ha ricevuto l'Artist/Teacher Award presentato dall'American String Teachers Association
- Membro della facoltà di Yale dal 1958, Aldo Parisot è stato nominato Samuel Sanford Professor of Music a Yale nel 1994.
- Nel maggio 1997 Parisot ha ricevuto il Governor's Arts Award dallo Stato del Connecticut[21]
- Nel 1999 gli è stato conferito un dottorato onorario di musica presso la Shenandoah University
- Nel 2001 ha ricevuto l'Award of Distinction dal Royal Northern College of Music di Manchester, in Inghilterra
- Nel 2002 ha ricevuto il premio Gustave Stoeckel
- Nel 2002 è stato onorato come dottore onorario di Belle Arti dalla Penn State University